# 皱枣
皱枣（学名：Ziziphus rugosa），为鼠李科枣属下的一个种。